# نشان دوستی (جمهوری آذربایجان)
نشان دوستی (ترکی آذربایجانی: "Dostluq" ordeni) یکی از نشان‌ها افتخار در جمهوری آذربایجان تلقی می‌شود. این نشان به فرمان شماره ۲۴۸- ای‌ای‌ای‌ق الهام علی‌اف، رئیس‌جمهور آذربایجان، به تاریخ ۱۷ فوریه سال ۲۰۰۷ به تأسیس رسید.

## اطلاعات کلی
نشان دوستی در ازای خدمات زیر به اتباع آذربایجان، اجنبیان و غیرشهروندان اعطا می‌گردد:
- داشتن سهم ویژه در توسعه روابط دوستانه، اقتصادی و فرهنگی مابین آذربایجان و یک کشور خارجی؛
- مشارکت مخصوص در تقویت دوستی بین‌الملل؛
- ایفای نقش ویژه در ایجاد روابط بناء کننده در میان تمدن‌ها و برقراری گفت و گو بین فرهنگ ها؛
- مشارکت‌های ویژه در برقراری صلح و ثبات در میان کشورها، مناطق مختلف و در کل جهان.[۲]

نشان بر روی سمت چپ سینه نسب می‌شود. ترتیب نصب نشان دوستی پس از دیگر نشان‌ها و قبل از نشان استقلال است.

## طراحی
نشان دوستی از جنس طلا می‌باشد و به شکل ستاره هشت‌ضلعی با حواشی تیز طراحی شده‌است. در سطح مدال بال‌های یک پرنده به تصویر کشیده شده‌است. در میانه، تصویری از کره زمین از جنس پلاتین درخشان بین بال‌های پرنده که از طلای زرد تیره ساخته شده‌است منقوش شده‌است. نشان با روبانی به رنگ‌های پرچم جمهوری آذربایجان تزئین شده‌است. قسمت پشتی صیقل داده شده و شماره نشان بر رویش نقش بسته‌است. مجموعه نشان دوستی به شرح ذیل است:
- برای آویختن دور گردن: با روبانی به رنگ‌های پرچم جمهوری آذربایجان (عرض ۲۳ میلی‌متر) و نشان (۵۰ میلی‌متر در ۵۰ میلی‌متر)؛
- برای نصب بر روی سینه: با روبانی به رنگ‌های پرچم جمهوری آذربایجان (۲۱ میلی‌متر در ۵۰ میلی‌متر) و نشان (۳۵ میلی‌متر در۳۵ میلی‌متر)؛
- دارای وسیله‌ای برای سنجاق زدن بر روی سینه: با قالبی به رنگ‌های پرچم جمهوری آذربایجان (۱ میلی‌متر در ۱۵ میلی‌متر).